# Verbena tomophylla
Verbena tomophylla — вид трав'янистих рослин родини Вербенові (Verbenaceae), поширений у пд. Бразилії, пн. Аргентині, Парагваї.

## Опис
Трава з дерев'янистою основою, висотою 50–100 см, стебла прямостійні чи лежачі з висхідними квітковими гілками, 4-кутні, запушеність: жорсткі волоски. Листки черешкові, черешок 5–7 мм, листові пластини 30–50 × 8–25 мм, цілі від еліптичні до яйцюватих або перистоподібні іноді перисторозсічені на верхівкових вузлах, вершини гострі, основи гострі, поля нерівномірно пилчасті, верхня поверхня з короткими жорсткими притиснутими волосками, нижня — жорстко волосиста.
Суцвіття — щільні багатоквіткові колоски, збільшені в плодоношенні. Квіткові приквітки 3–5 мм, вузько яйцюваті з гострою верхівкою, запушеність: короткі жорсткі притиснуті волоски, поля війчасті. Чашечка довжиною 8–10 мм, жорстко волосиста, гострі зубчики 1.8 мм. Віночок фіолетовий або бузковий, 12 мм, зовні війчастий.

## Поширення
Поширений у пд. Бразилії, пн. Аргентині й Парагваї.
Населяє кам'янисті поля, межі лісу, узбіччя і піщані ґрунти, на висоті між рівнем моря і 650 м.